# Guerra Pindari
La guerra Pindari o Tercera Guerra Anglo-Maratha fou un conflicte que va enfrontar a la Companyia Britànica de les Índies Orientals i els irregulars afganesos coneguts com a pindaris del 1817 al 1818.
Els pindaris, antics auxiliars marathes, s'havien estalert a Malwa, en territoris cedits el 1794 per Sindhia prop del Narmada. La Companyia va decidir el setembre 1816 posar fi als saquejos i atacs anuals dels pindaris que assolaven diverses regions de l'Índia central quasi sempre sota domini britànic (el 1812 els districtes de Mirzapur i Shahabad, el 1815 i 1816 els dominis del Nizam i el 1816 els Circars Septentrionals) i que duraven ja uns deu anys. Els seus caps principals eren Hiru, Buran, Chitu, Wasil Muhammad i Karim Khan. Lord Hastings fou encarregat de dirigir la campanya; els preparatius militars i diplomàtics van ocupar bona part del 1817 i avançat l'any es van iniciar les operacions que tenien per objectiu encerclar i eliminar les diverses bandes de pindaris, atacant des de Bengala a Gujarat i pel sud des del Dècan. La guerra es va barrejar amb la tercera Guerra Anglo-Maratha.
Hastings va dirigir una força de 120.000 homes i 300 canons dividida en dos seccions: la Northern Force, amb quatre divisions, sota el seu comandament personal; i la Deccan Force amb 5 divisions, manada per Thomas Hislop i Sir John Malcolm. El gener de 1818 els pindaris havien estat expulsats de Malwa i Chamba després de la derrota a la batalla de Mahidpur. Els tres exèrcits es van reunir sota Hastings. Els pindaris donaven una part del seu botí als marathes: al peshwa de Poona, als rages bhonsles de Nagpur, als Holkar de Maheshwar (després d'Indore) i als Sindhia de Gwalior; però tots aquests foren separadament derrotats pels britànics. Sindhia va haver de signar un tractat de pau en el que acceptava combatre els pindaris als que fins llavors havien protegit. Els altres foren derrotats seguidament. Els mateixos pindaris van presentar poca resistència. Amir Khan Pindari, el principal i més poderós cap, va acceptar les condicions ofertes (novembre de 1817) i va esdevenir nawab hereditari de Tonk. El cap Karim Khan es va rendir el 18 de febrer de 1818 i va rebre a canvi el petit principat de Gawashpur a les Províncies Cedides i Conquerides (després Províncies del Nord-oest i més endavant Províncies Unides i modernament Uttar Pradesh). La resta de caps o es van rendir o foren morts o capturats. Un dels més notables fou Chitu, aliat d'Holkar, que va morir atacat per un tigre quan fugia. Wasil Muhammad fou entregat per un cap maratha als britànics i va morir captiu a Ghazipur, i Baji Rao II que va fugir perseguit pels anglesos acompanyat de Pratap Singh, Raja de Satara, fou encalçat i derrotat en la batalla d'Ashta el 20 de febrer. Les operacions de pacificació al centre de l'Índia foren dirigides per Sir John Malcolm i no van representar cap problema.